# Hordeum californicum
Hordeum californicum är en gräsart som beskrevs av Guillermo Covas och George Ledyard Stebbins. Hordeum californicum ingår i släktet kornsläktet, och familjen gräs. Inga underarter finns listade i Catalogue of Life.